# Beeton's Christmas Annual

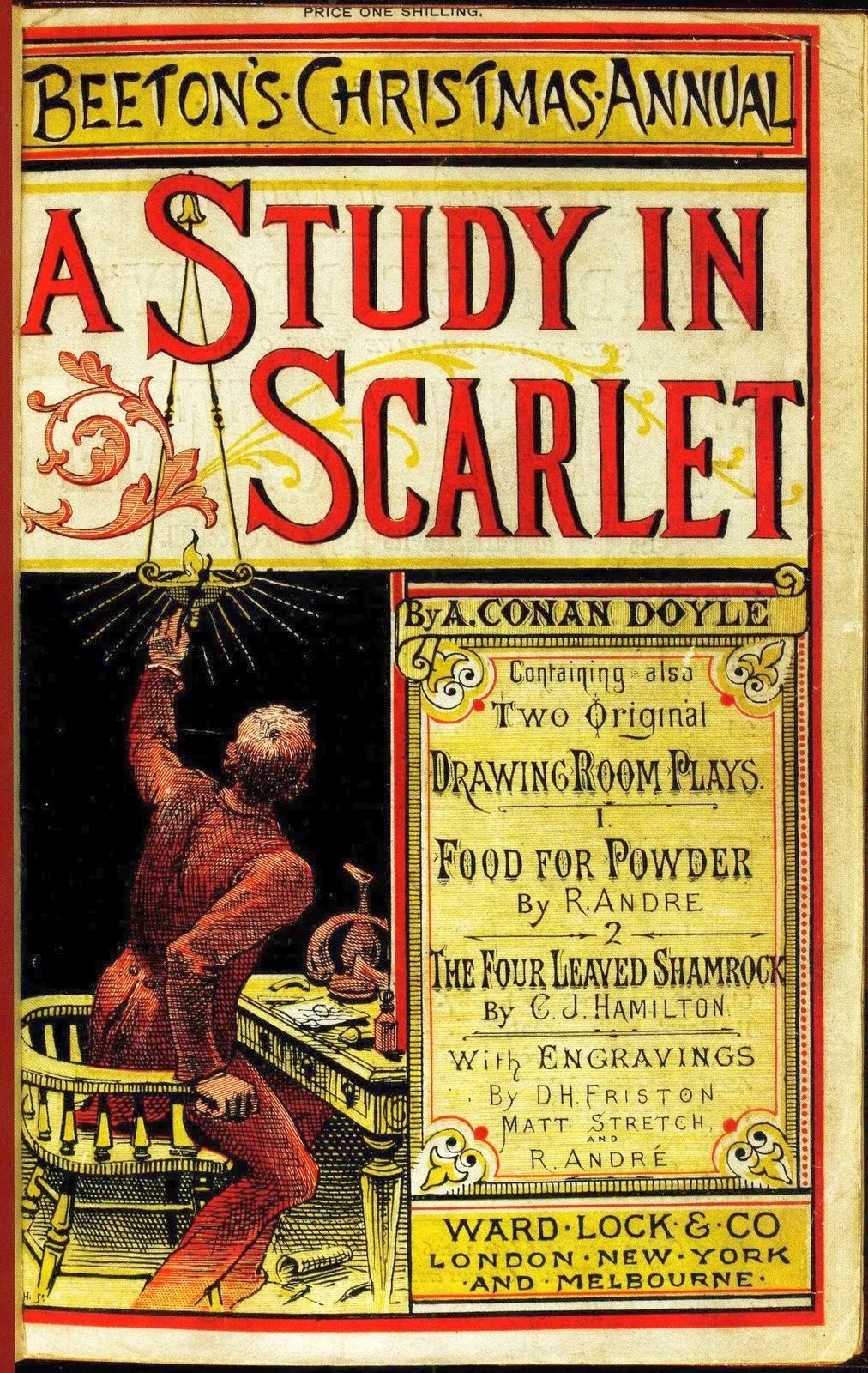
Coperta numărului din noiembrie 1887 al revistei Beeton's Christmas Annual care conţinea romanul Un studiu în roşu al lui A. C. Doyle

Beeton's Christmas Annual a fost o revistă tipărită în Anglia între anii 1860 și 1898; ea a fost fondată de Samuel Orchart Beeton. Numărul din noiembrie 1887 conținea un roman al lui Arthur Conan Doyle intitulat Un studiu în roșu în care au fost introduse personajele  Sherlock Holmes și dr. Watson.